# 松下映里子
松下 映里子（まつした えりこ）は、北海道釧路市出身、十勝地域を拠点に活動するシンガーソングライターである。
R&B、ソウル、ポップスを中心に自身で作詞・作曲を行い、様々な音楽関係者から唯一無二と評価されているライブを軸に北海道を拠点として全国で活動を展開している。

## 音楽性・制作スタイル
- 主にR&B、ソウル、ファンク、ジャズの要素を取り入れた楽曲制作を行う。
- 作詞・作曲は松下映里子本人が担当し、2024年からは編曲はAmorphousとの共同で行う。
- 北海道在住のミュージシャンを中心に録音や編曲の段階でコラボレーションを行い、楽器編成やサウンドデザインに工夫を加えた多層的な楽曲構成を実現。
- レコーディングはスタジオ録音とDTMを駆使したハイブリットが手法となっているが、ボーカルは基本的にワンテイクを編集・コンパイルして完成させる。
- ライブでは会場ごとにセットリストやアレンジを調整し、観客とのインタラクションを重視したパフォーマンスを行うことが大きな特徴。

## ライブ活動・評価
- 道内外のライブ・音楽イベントに出演。全国規模のライブでもソールドアウトを記録している。
- GANKE FESには、ERIKO to.として2016〜2018年、松下映里子名義で2024年に出演。2025年も出演予定<ref name="gankefes"/>。
- 2024年の道内ツアー「A Dazzling Life」では、5箇所の公演がすべてソールドアウト。
- 2025年には初開催の仙台・大阪公演がソールドアウト。
- 音楽関係者や評論家からはライブでの歌唱表現について「感情表現の幅広さ」「メロディへの繊細なアプローチ」「声の安定感と力強さ」が高く評価されている。[要出典]
- 特にライブでのパフォーマンスについては、観客の反応に応じた表現の変化や臨場感のある歌唱が注目され、多くのイベント主催者からも絶賛されている。[要出典]
- これらの評価は、ソールドアウト公演やリリースツアーの成功実績とともに、彼女のライブミュージシャンとしての信頼性を示す指標となっている。[要出典]

## 経歴・リリース
- 幼少期に合唱活動に参加し、歌唱基礎を習得。18歳より本格的に音楽活動を開始。
- 2016年、ユニット「R3」名義でシングル2枚をリリース。
- 「ERIKO to.」名義でEP1枚を発表。
- 2024年、松下映里子名義でフルアルバム『Dazzling』をリリース。Amorphousとの編曲により、ボーカル・ギター・キーボード・管楽器・ストリングスを含む多層構造のサウンドを実現。

## ディスコグラフィ

### アルバム
- Dazzling（2024年9月14日）
  - 作詞・作曲：松下映里子
  - 編曲：Amorphous　ゲストミュージシャンとして地元釧路のプレイヤーやレコーディングにも携わった池田正樹が参加。

### シングル・EP
- ONE SUMMER MUSIC Dear GANKE（feat. FANY, 2024年）
  - 作詞・作曲：松下映里子
  - 編曲：Amorphous
  - ゲスト参加に帯広市を拠点とするINQ.のFANYが参加している。
- R3名義でのシングル2枚（2016年）
- ERIKO to.名義でのEP1枚